# Újbuda
Sectorul al XI-lea din Budapesta sau Újbuda se află pe partea dreaptă a Dunării, în Buda. 

## Orașe înfrățite
- Bad Cannstatt, Stuttgart, Germania
- Cortona, Italia